# Zabrops flavipilis
Zabrops flavipilis är en tvåvingeart som först beskrevs av Jones 1907.  Zabrops flavipilis ingår i släktet Zabrops och familjen rovflugor. Inga underarter finns listade i Catalogue of Life.